# エミリ・アンデオル
エミリ・アンデオル（Émilie Andéol、1987年10月30日 - ）は、フランスのボルドー出身の柔道選手。階級は78kg超級。身長170cm。体重97kg。マルティニーク系。

## 人物
2013年のヨーロッパ選手権で2位になった。2014年のグランドスラム・パリでは日本の山部佳苗と対戦し敗れて2位だったが、ヨーロッパ選手権で優勝を飾った。世界選手権では準々決勝で山部を有効で破るも準決勝でキューバのイダリス・オルティスの前に敗れたものの3位となった。世界団体では優勝を飾っている。2015年にはバクーで開催されたヨーロッパ選手権を兼ねたヨーロッパ競技大会において2連覇を果たしたが、世界選手権では初戦で日本の田知本愛の払腰で敗れた。リオデジャネイロオリンピックでは準決勝で世界チャンピオンでもある中国の于頌を破ると、決勝では前回のチャンピオンであるキューバのオルティスと対戦しGSに入ってから横四方固で一本勝ちを収めて、オリンピックにおける柔道競技でヨーロッパの女子78kg超級の選手としては初の金メダルを獲得した。2018年8月には現役引退を表明した。

## 主な戦績
(階級表記のない大会は全て78kg超級での成績)
- 2007年 - U23ヨーロッパ選手権　3位
- 2008年 - U23ヨーロッパ選手権　2位
- 2005年 - フランス語圏競技大会　3位
- 2009年 - U23ヨーロッパ選手権　5位
- 2011年 - ユニバーシアード　78kg超級　3位　無差別　3位
- 2011年 - ワールドカップ・ローマ　2位
- 2011年 - ワールドカップ・チェジュ　3位
- 2012年 - ベルギー国際　3位
- 2012年 - ワールドカップ・ワルシャワ　3位
- 2012年 - ワールドカップ・ローマ　優勝
- 2012年 - グランプリ・アブダビ　優勝
- 2013年 - グランドスラム・パリ　5位
- 2013年 - グランプリ・デュッセルドルフ　2位
- 2013年 - ヨーロッパオープン・プラハ　優勝
- 2013年 - ヨーロッパ選手権　2位
- 2013年 - ワールドマスターズ　5位
- 2013年 - 世界選手権　5位
- 2013年 - 世界団体　3位
- 2013年 - グランプリ・アブダビ　3位
- 2014年 - グランドスラム・パリ　2位
- 2014年 - ヨーロッパ選手権　優勝
- 2014年 - グランプリ・ハバナ　3位
- 2014年 - 世界選手権　3位
- 2014年 - 世界団体　優勝
- 2014年 - グランプリ・チェジュ　3位
- 2015年 - グランプリ・トビリシ　3位
- 2015年 - ヨーロッパ競技大会　個人戦　優勝　団体戦　優勝
- 2015年 - グランドスラム・パリ　優勝
- 2015年 - グランドスラム・アブダビ　3位
- 2015年 -　グランドスラム・東京　3位
- 2016年 - グランプリ・トビリシ　5位
- 2016年 - ヨーロッパ選手権　7位
- 2016年 -　グランドスラム・バクー　3位
- 2016年 - リオデジャネイロオリンピック 優勝
- 2017年 - ヨーロッパオープン・ソフィア　優勝
- 2017年 -　グランドスラム・パリ　3位

(出典、JudoInside.com)。